# 칼로시포니아과
칼로시포니아과(Calosiphoniaceae)는 진정홍조강 돌가사리목에 속하는 홍조식물과의 하나이다. 2속 8종으로 이루어져 있다.

## 하위 속
- 칼로시포니아속 (Calosiphonia)
- Schmitzia